# Jakob Söns
Jakob Söns (ur. 1902, zm. ?) – zbrodniarz hitlerowski, członek załogi niemieckiego obozu koncentracyjnego Mauthausen-Gusen, Rottenführer SS.
Członek Niemieckiego Frontu Pracy i Waffen-SS. W sierpniu i wrześniu 1944 był Blockführerem (kierownikiem bloku) w Florisdorf, podobozie Mauthausen. Następnie od października 1944 do kwietnia 1945 pełnił służbę w podobozie Hinterbrühl. Söns uczestniczył również w ewakuacji Hinterbrühl do Mauthausen w kwietniu 1945.
Jakob Söns został osądzony w procesie załogi Mauthausen-Gusen
(USA vs. Waldemar Barner i inni) przed amerykańskim Trybunałem Wojskowym w Dachau i skazany na 5 lat pozbawienie wolności za znęcanie się nad więźniami.